# Cesena Rugby Club
Il Cesena Rugby Club è un club italiano di rugby a 15 fondato a Cesena nel 1970 e attualmente attivo nel girone dell'Emilia-Romagna della serie C nazionale.
Ebbe il suo momento migliore negli anni novanta, quando riuscì a guadagnare la promozione in serie A2 (la allora seconda divisione nazionale) nel 1993 e, al suo primo campionato assoluto di A2, mancò per due punti la finale-promozione in serie A1.
Dopo tale exploit tornò a navigare tra serie A2 e serie B fino alla cessione del titolo sportivo nel 2006 al Romagna, compagine interprovinciale che nel 2012 ha raggiunto la promozione in serie A1, e si dedicò solo all'attività giovanile fino al ritorno con una squadra seniores nel 2009 nel girone emiliano della serie C.
Disputa le sue gare interne allo stadio del Rugby in via Montefiore, dove ha anche sede.

## Storia
La compagine fu fondata nel 1970 da Alessandro Missori, rugbista originario di Roma ma che viveva a Cesena, il quale si fece capofila di un gruppo di appassionati che parteciparono con lui alla fondazione del club, il primo della città.
La squadra iniziò dalla serie D ma nonostante una mancata promozione dopo poche stagioni, nel 1974, si sciolse per poi riformarsi nel 1978; dopo diverse stagioni in serie C giunse nel 1991 la promozione in serie B; al primo anno nella nuova categoria giunse la salvezza poi, nel 1993, arrivò la promozione in serie A2, quell'anno riformata in due gironi di 8 squadre ciascuna.
Il Cesena si classificò secondo nel proprio girone e poté così accedere alla poule-promozione, nella quale si classificò ancora seconda a soli due punti dal Bologna che poi andò in finale e si aggiudicò il posto in massima serie.
Nella stagione successiva non poté evitare la retrocessione e, a seguire, la discesa di nuovo in serie C1 e poi in C2; dopo il 2000 riuscì a giungere fino alle finali promozione in C1, tuttavia perdendole, e nel 2005 riuscì a riguadagnare la promozione in serie B.
Salvo nella prima stagione, il Cesena cedette nel 2006 il proprio titolo sportivo di serie B alla neonata franchise interprovinciale del Romagna RFC e si dedicò all'attività giovanile quale società delegata dello stesso Romagna per tale funzione; nel 2009 ripropose una formazione seniores da iscrivere al campionato di serie C, in cui tuttora milita.

## Cronologia
| Cronistoria del Cesena Rugby Club |
| --- |
| - 1970 · Nascita del Cesena Rugby Club - 1971-72 · serie D - 1972-73 · serie D - 1973-74 · serie D Scioglimento ... - 1978 · Rifondazione ... - 1990-91 · serie C Promozione in serie B - 1991-92 · serie B - 1992-93 · serie B Promozione in serie A2 - 1993-94 · serie A2 - 1994-95 · serie A2 Retrocessione in serie B - 1995-96 · serie B Retrocessione in serie C1 - 1996-97 · serie C1 - 1997-98 · serie C1 Retrocessione in serie C2 - 2004-05 · serie C1 Promozione in serie B - 2005-06 · serie B - 2006 · cessione del titolo sportivo al Romagna Rugby Football Club - 2006-07 · attività giovanile - 2007-08 · attività giovanile - 2008-09 · attività giovanile - 2009-10 · serie C - 2010-11 · serie C - 2011-12 · serie C - 2012-13 · serie C - 2013-14 · serie C Girone 2 Emilia-Romagna - 2014-15 · serie C1 |